# Ковалевський Олександр Онуфрійович

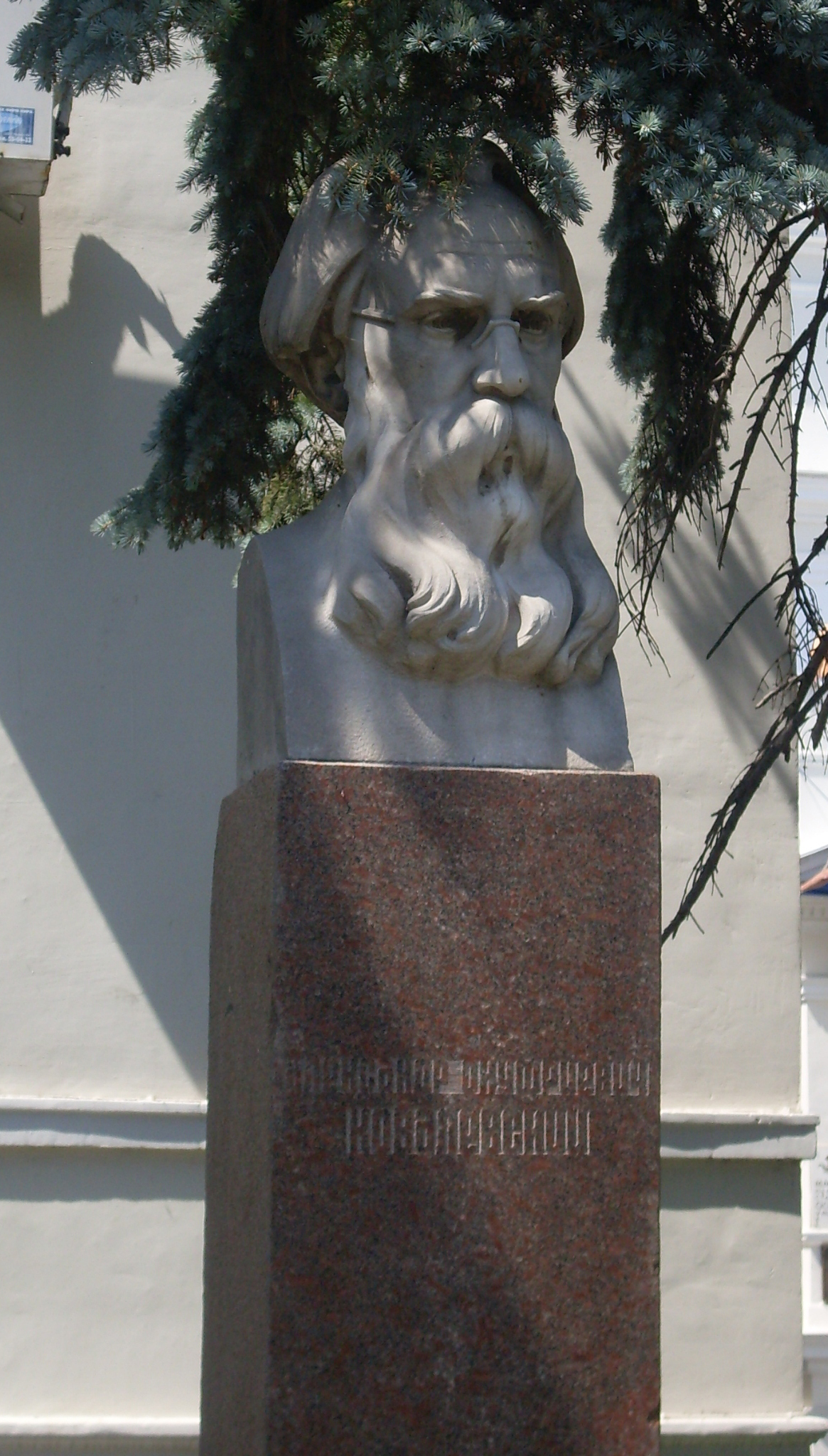
Погруддя О. О. Ковалевському перед будівлею Інституту південних морів

Олекса́ндр Ону́фрійович Ковале́вський (7 (19) листопада 1840, Варкаваська волость, Вітебська губернія, Російська імперія — 9 (22) листопада 1901, Петербург, Російська імперія) — український та російський біолог і ембріолог.

## Життєпис
Походженням із козацько-шляхецького роду Харківщини Ковалевських, започаткованого від XVII ст. козацьким сотником Семеном Ковалевським, що перейшов із с. Вільшани на Київщині й заснував село під тою ж назвою на Деркачівщині, поблизу Харкова. Син його, Василь (пом. 1682), був полковим обозним Харківського слобідського козацького полку  .
Народився Олександр у Варкаваській волості Вітебської губернії, тепер Прейльського району Латвії.
Навчався в Петербурзькому університеті. Здобув ступінь магістра за дисертацію: «Історія розвитку ланцетника — Amphioxus lanceolatus», ступінь доктора за дисертацію: «Про розвиток Phoronis». Був професором зоології послідовно в Казанському, Київському та Новоросійському (нині — Одеський національний університет імені І. І. Мечникова) університетах. 
У 1870–1873 роках здійснив поїздку з науковою метою до Червоного моря та до Алжиру. 
У 1890 році після чергової закордонної екскурсії обраний ординарним академіком Імператорської академії наук. 
З 1892 до 1901 року працював директором Севастопольської біостанції.

## Наукова діяльність
Своїми працями разом з Іллєю Мечниковим поклав початок еволюційній ембріології як науковій дисципліні, що ґрунтується на історичному принципі. Дослідження Ковалевського довели, що предками безчерепних були первинні безчерепні, які дали початок двом гілкам: представники однієї продовжували розвиватись як вільноплаваючі організми і з них виникли хребетні, а представники другої перейшли до придонного способу життя, та стали предками сучасних безчерепних.
Головний висновок з його досліджень полягав у тому, що загальний спосіб розвитку виявляють не представники одного якого-небудь класу, а всі групи тваринного царства — хребетні та безхребетні.